# شهرستان بایدی‌بک
شهرستان بایدی‌بک (به قزاقی: Бәйдібек ауданы، بايدىبەك اۋدانى) یک شهرستان در قزاقستان است که در استان ترکستان واقع شده‌است.

## خصوصیات
بایدیبک ۵۴٬۰۹۱ نفر جمعیت دارد.